# Ferlin Husky
Ferlin Husky, pseudonymy Terry Preston, Simon Crum (3. prosince 1925 Flat River, Missouri, USA – 17. března 2011 Westmoreland, Tennessee) byl americký zpěvák působící v oblasti americké country hudby, člen Grand Ole Opry.

## Život
S uměleckou činností začínal už v roce 1944, kdy sloužil v obchodním loďstvu Spojených států, které, mimo jiné, převáželo americké vojáky na bojiště a zpět. Na svých osobních stránkách uvádí, že se jeho loď účastnila i dne D při vylodění v Normandii v okolí přístavního města Cherbourgu.
Po válce se stal diskžokejem nejprve ve své rodné Missouri, později i v Bakersfieldu v Kalifornii. Tehdy používal pseudonym Terry Preston.
Nahrávat začal ve společnosti Capitol Records v roce 1953, kdy mu byl manažerem zpěvák Tennessee Ernie Ford. Jeho kariéra začala rychle stoupat. V polovině 50. let měl několik hitů, které se umístily na 1. místě countryové hitparády. Jeho popularita trvala až do počátku 70. let, kdy měl postupně několik desítek hitů, které se umísťovaly na předních příčkách americké hitparády.
Od roku 1977 měl vážné zdravotní problémy se srdcem a umělecké činnosti se věnoval pouze omezeně.

## Diskografie
- 1955 – Ferlin Husky & Jean Shepard
- 1956 – Songs Of The Home & Heart
- 1957 – Boulevard Of Broken Dreams
- 1958 – Country Music Holiday
- 1959 – Sittin' On A Rainbow
- 1959 – Born To Lose
- 1960 – Easy Livin'
- 1960 – Gone
- 1961 – Walkin' & Hummin'
- 1961 – Memories Of Home
- 1962 – Some Of My Favorites
- 1963 – The Unpredictable Simon Crum
- 1964 – By Request
- 1965 – True, True Lovin'
- 1965 – Ferlin Husky Sings Ole Opry Favorites
- 1966 – I Could Sing All Night
- 1967 – What Am I Gonna Do Now?
- 1967 – Christmas All Year Long
- 1968 – Just For You
- 1968 – Where No One Stands Alone
- 1968 – White Fences And Evergreen Trees
- 1969 – That's Why I Love You So Much
- 1970 – Your Love Is Heavenly Sunshine
- 1970 – Your Sweet Love Lifted Me
- 1971 – One More Time
- 1973 – True, True Lovin'
- 1973 – Sweet Honky-Tonk
- 1974 – Freckles And Polliwog Days
- 1974 – Mountain Of Everlasting Love
- 1975 – The Foster And Rice Songbook